# NGC 804
NGC 804 (= IC 1773) ist eine linsenförmige Galaxie vom Hubble-Typ S0 im Sternbild Dreieck am Nordsternhimmel. Sie ist schätzungsweise 241 Millionen Lichtjahre von der Milchstraße entfernt und hat einen Durchmesser von etwa 100.000 Lj.
Im selben Himmelsareal befinden sich u. a. die Galaxien NGC 778 und IC 200.
Das Objekt wurde am 7. September 1885 von dem US-amerikanischen Astronomen Lewis A. Swift entdeckt (als NGC 804) und am 24. Dezember 1897 von dem französischen Astronomen Guillaume Bigourdan (als IC 1773) erneut entdeckt.